# Загородная прогулка
«Загородная прогулка» (азерб. Burulğan) — советский фильм 1986 года режиссёра Эльдара Кулиева, снятый на киностудии «Азербайджанфильм».
Премьера состоялась 18 июля 1987 года. Фильм посмотрели 6 000 000 зрителей.

## Сюжет
Пятеро друзей решают провести выходные дни на отдаленной песчаной косе. Однако их отдых оборачивается трагедией, когда Мурад идёт купаться и тонет, несмотря на попытки спасти его со стороны Руслана. По ходу разговоров выясняется, что утонувшего никто из друзей не любил. Ната не может простить Мураду своё двусмысленное положение любовницы и аборт, который он заставил её сделать. Адиль обижается, что Мурад использовал его способности для собственного продвижения. Внезапно Мурад возвращается и раскрывает, что разыграл их всех. Он предлагает им начать всё сначала и снова уходит плавать, крича о помощи. Подруга Руслана, Тамара, звонит в колокол маяка, взывая к сердцам людей, с которыми связала её судьба.

## Роли исполняют
- Маммад Маммадов — Мурад
- Эгле Габренайте — Ната
- Эльдар Тагиев — Руслан
- Хамида Омарова — Тамара
- Видали Хесенов — Адиль
- Амина Юсифкизи — Кабита
- Офелия Маммадзада — Ана